# Graphiphora tobolskensis
Graphiphora tobolskensis là một loài bướm đêm trong họ Noctuidae.